# Ma Jingyi
Ma Jingyi (chinesisch 麻敬宜; * 29. Oktober 1995)
ist eine chinesische Curlerin. Derzeit spielt sie als Lead im chinesischen Nationalteam um Skip Wang Bingyu.

## Karriere
Sie spielte erstmals international bei der Junioren-Pazifik-Asienmeisterschaft 2015 als Second im chinesischen Juniorinnenteam um Skip Jiang Yilun. Die Chinesinnen zogen in das Finale ein und unterlagen dort Südkorea mit Skip Kim Eun-bi. Bei der Winter-Universiade 2017 spielte sie als Third und wurde Siebte.
Im Dezember 2017 spielte sie als Lead im chinesischen Nationalteam von Wang Bingyu beim Olympischen Qualifikationsturnier in Pilsen. Die Chinesinnen konnten sich einen der letzten beiden Startplätze für die Olympischen Winterspiele 2018 in Pyeongchang sichern. Dort kam Ma mit der chinesischen Frauenmannschaft nach vier Siegen und fünf Niederlagen in der Round Robin auf den fünften Platz.